# Konec konců
Konec konců byl český časopis vycházející od ledna roku 2004 do konce roku 2008. Věnoval se převážně společenským, politickým a publicistickým tématům.
Časopis Konec konců začal vycházet v Brně v lednu 2004 a navazoval na časopis o občanské společnosti Bariéry. Pokoušel se však o hlubší a nekonvenčnější pohled na společenské poměry. Do okruhu kmenových autorů patřili Bohuslav Blažek, Jan Keller, Tomáš Feřtek, Josef Válka, Arnošt Goldflam, Jan Trefulka či Radovan Holub. První dva roky byl financován Konsorciem amerických nadací CEE Trust. V roce 2004 ho vydávalo Fórum dárců, od roku 2005 Moravskoslezský kruh.Zanikl z finančních důvodů na sklonku roku 2008.

## Stálí autoři časopisu
- Antonín Hošťálek (redaktor)
- Ladislav Vencálek (editor)
- Bohuslav Blažek
- Jan Keller
- Tomáš Feřtek
- Josef Válka
- Arnošt Goldflam
- Jan Trefulka
- Radovan Holub